# Johann I. (Sponheim-Starkenburg)
Graf Johann I. von Sponheim (* vor 1206; † 1266) entstammte dem Adelsgeschlecht der Sponheimer und regierte die Grafschaft Sponheim von 1218 bis 1266. Johann I. war der erste Sohn des Grafen Gottfried III. von Sponheim († 1218) und dessen Frau Adelheid von Sayn. Er erbte die Grafschaft Sayn.

## Leben
Johann teilte mit seinen Brüdern Simon und Heinrich das Erbe ihres Vaters Gottfried III. Der genaue Zeitpunkt der Teilung ist nicht gesichert, sie muss jedoch zwischen 1223 und 1237 stattgefunden haben. Sein jüngerer Bruder Simon erhielt zwei Drittel der Grafschaft Sponheim und begründete die Linie Sponheim-Kreuznach, die später als vordere Grafschaft bezeichnet wurde. Johann selbst erhielt das verbleibende Drittel der Grafschaft Sponheim und die Anwartschaft auf das Erbe ihrer Mutter Adelheid von Sayn. Der Erbfall trat 1247 nach dem Tod ihres Onkels Graf Heinrich III. von Sayn ein. Johanns jüngerer Bruder Heinrich erhielt Teile der Sayner Erbschaft und heiratete die Erbin der Herrschaft Heinsberg. 
Johann residierte auf der Burg Starkenburg und war mindestens zweimal verheiratet. Die erste Ehe blieb kinderlos. Seine Söhne teilten wiederum den väterlichen Besitz. Gottfried gründete eine neue Linie der Grafen von Sayn, Heinrich I. setzte die Linie Sponheim-Starkenburg fort, welche später als hintere Grafschaft bezeichnet wurde. Im Oktober 1252 versprachen Abt und Prior zu Corvey dem Grafen Johann von Sponheim, ihren Hof zu Lüßig (Stadtteil Traben-Trarbach) ohne seine Einwilligung nicht zu verkaufen.
Johann I. nahm an der Reichsversammlung in Worms im Frühjahr 1231 teil, auf der unter anderem das sogenannte Statutum in favorem principum erlassen wurde. Bei der Krönung König Richards in Aachen am 22. Mai 1257 waren Graf Johann und sein Bruder Simon anwesend; ebenso Graf Johann am 15. Juli desselben Jahres bei dem König in Boppard, als dieser dort der Stadt Oberwesel ihre Privilegien bestätigte. Das Kloster Himmerod wurde im März 1252 von dem Grafen Johann von allen Abgaben zu Traben und Wolf befreit. Am 1. April 1264 verkaufte Graf Johann mit Bewilligung seiner Söhne Gottfried Graf von Sayn und Heinrich dem Erzbischof Engelbert zu Köln und seiner Kirche die ererbten Güter zu Unkel und Breitbach, sowie den Heinrich von Breitbach (den Ahnherrn der Familie von Breidbach-Bürresheim genannt Riebt), Gottfried den Schenk von Engers und die Erben des Ritters Heinrich von Nettersdorf. Außer den genannten Söhnen leisteten auf die Güter weiter Verzicht Graf Gerhard von Neuenahr mit seiner Gemahlin Elisabeth, Tochter Johanns von Sponheim, und Marquard von Solms mit seiner Gemahlin Agnes, ebenfalls Johanns Tochter. Rücksichtlich der beiden, von Heinrich von Sayn der Abtei Laach im Jahr 1232 gegen einen Erbpacht von 30 Malter Korn gegebenen zwei Mühlen am Saynbach beurkundeten Graf Johann von Sponheim und sein Sohn Gottfried am 15. September 1264, dass sie der Abtei jenen Erbpacht gegen Erlegung von 30 Mark erlassen hätten. Mit Bewilligung des Grafen Johann von Sponheim, der in demselben Jahr 1264 als Vogt des Albansklosters zu Bendorf Graf von Sayn genannt wird, schenkte Ludwig Ritter von Dunso (Densen?) der Abtei Kumbd Auflagenfreiheit ihrer Güter zu Enkirch.
Johann wird 1266 das letzte Mal urkundlich erwähnt. Begraben wurde er im Kloster Himmerod.

## Nachkommen
Die Mutter der Kinder, Johanns zweite Frau, ist wahrscheinlich N.N. von Altena-Isenberg, Tochter von Graf Friedrich von Isenberg und dessen Frau Sophie von Limburg.
- Gottfried von Sayn
- Elisabeth ⚭ Gerhard von Neuenahr
- Heinrich I. von Sponheim
- Agnes ⚭ Marquard III. von Solms
- Adelheid ⚭ Dietrich von Altena-Isenberg